# Stella di Betlemme

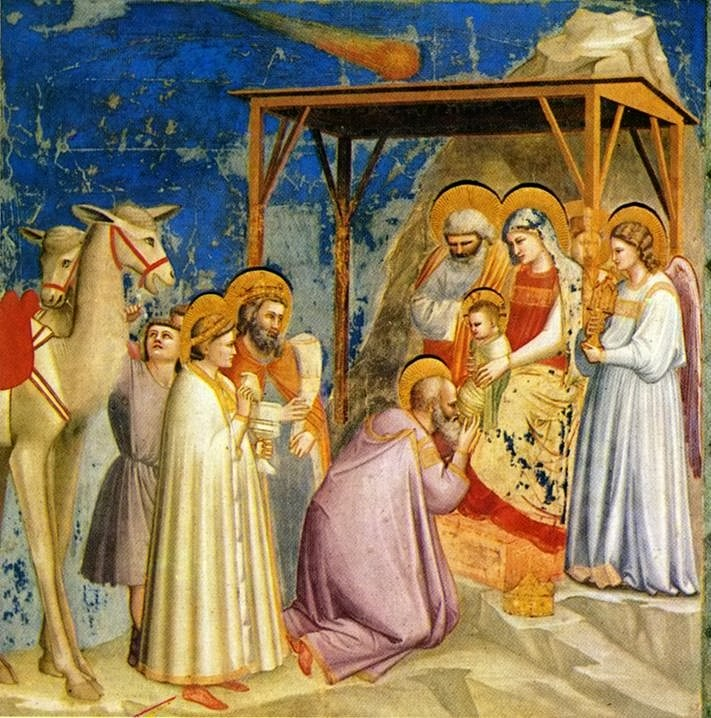
La "cometa di Halley" nell'Adorazione dei Magi di Giotto nella Cappella degli Scrovegni

La stella di Betlemme, o stella cometa di Natale, è quel fenomeno astronomico che, secondo il racconto nel Vangelo di Matteo (2,1-12.16), sarebbe apparsa durante il periodo della Nascita di Gesù nei cieli di Betlemme, a sud di Gerusalemme, in Giudea, guidando i Magi a far visita al Bambin Gesù appena nato; per il Cristianesimo è uno dei simboli più diffusi delle celebrazioni natalizie.

Tuttavia, la storicità del racconto fu molto discussa, offrendo alcune interpretazioni alternative letterarie midrashiche, di carattere narrativo haggadico (esegesi biblica giudaica), mentre la raffigurazione di una cometa risale all'iconografia cristiana prerinascimentale.
Per l'astronomia furono avanzate ipotesi con alcuni eventi celesti apparsi in quel periodo (ovvero 7-4 a.C.), il cui più probabile fu quello della tripla congiunzione planetaria Giove-Saturno nel 7 a.C., o questi ultimi anche con Marte nel 6 a.C., in direzione sud-ovest, in prossimità della costellazione dei Pesci, visibili dalla Giudea all'incirca dopo il tramonto.

## Il dibattito sulla stella

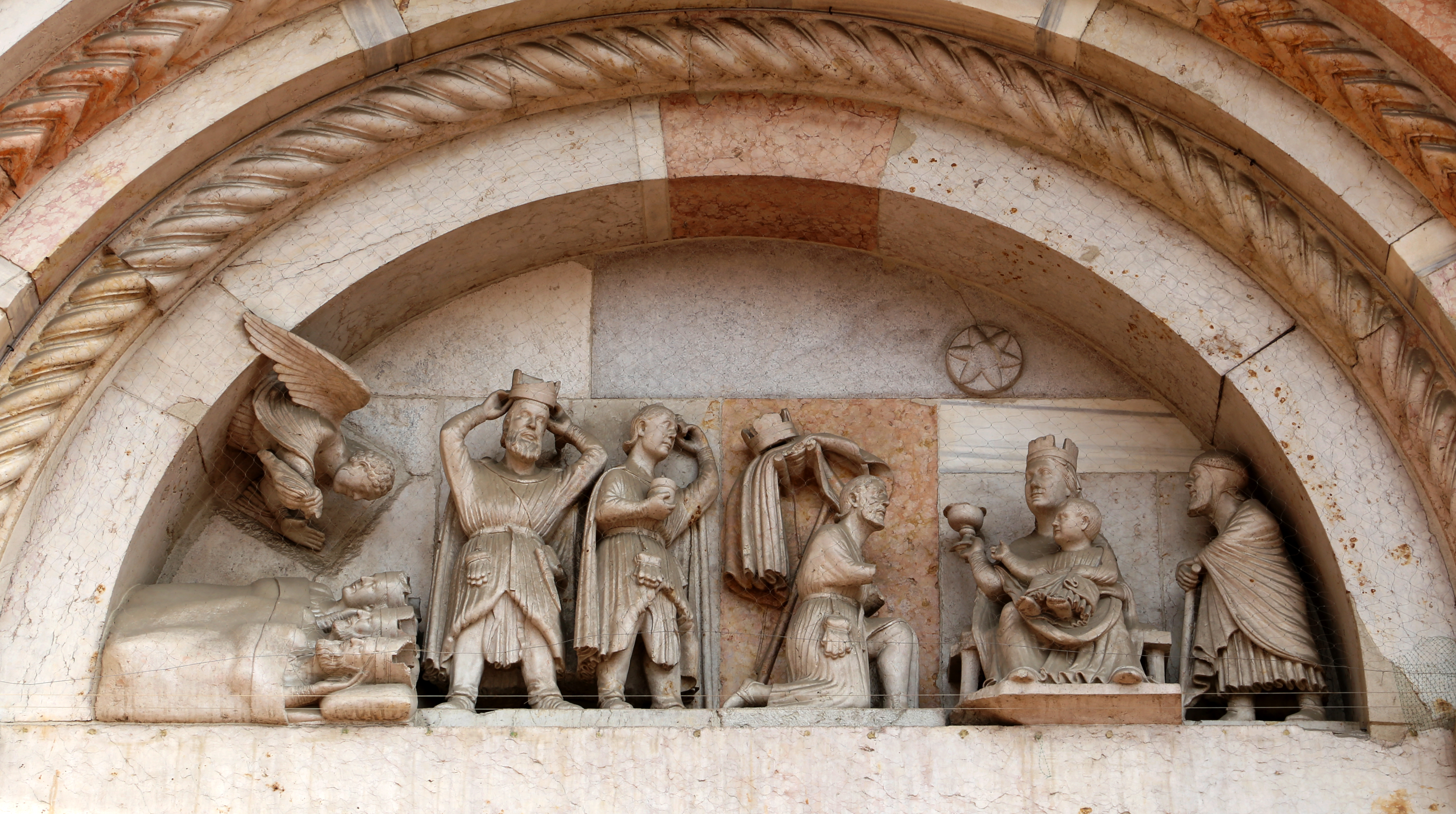
Una stella nella Adorazione dei Magi nella lunetta del portale dell'Abbazia di San Mercuriale di Forlì (XIII secolo)

Già nell'antichità, le opinioni dei cristiani sulla natura spirituale e trascendente della "stella" furono discordi; il filosofo ebreo Filone di Alessandria, contemporaneo di Gesù, affermò che le stelle dovevano essere delle creature viventi, seppure soltanto spirituali, basandosi sulla letteratura giudaica del tempo e della filosofia ellenistica platonica e stoica. L'identificazione delle stelle come esseri spirituali, spesso associati ad angeli, traspare infatti in molti testi biblici e di letteratura giudaica. Perciò diversi padri della chiesa, fra cui Giovanni Crisostomo (IV secolo d.C.), non videro alcuna contraddizione nel fatto che una stella, cioè un angelo, rappresentasse una guida proprio come accadde a popolo di Israele durante l'Esodo (14,19; 23,20; 32,34; 33,2).

Alcuni biblisti moderni seguono tuttora le tesi di Crisostomo, integrandole con il metodo storico-critico di esegesi ebraica, detto "midrashico", per il quale la stella potrebbe essere un semplice adattamento narrativo delle profezie relative al Messia annunciato dall'Antico Testamento, utilizzando, a tal scopo, gli stessi elementi simbolici. Tuttavia, di questo fenomeno non vi è traccia in altri testi legati all'infanzia di Gesù, ad esempio nei Vangeli apocrifi.

Per il teologo Origene di Alessandria (II secolo d.C.), si trattò di un semplice evento naturale, e non di un segno celeste di carattere mistico. Nel IV secolo d.C. San Girolamo confutò l'attribuzione delle stelle ad un qualche essere angelico, rivoluzionando così tutta la cosmologia biblica moderna. Tale delicato tema protocristiano fu ampiamente dibattuto al Concilio di Costantinopoli II del VI secolo d.C., dove si escluse una qualsiasi identità spirituale degli astri della volta celeste. La stella di Betlemme dunque, rimase un fenomeno naturale ed inanimato, seppur carico di portentoso significato.

### Iconografia
Nelle prime icone cristiane, l'astro celeste della scena della Natività era una stella, e mai come cometa, ovvero con la coda; l'esempio più antico di stella lo abbiamo in un dipinto murario delle Catacombe di Priscilla (IV secolo d.C.), a Roma. Nelle raffigurazioni altomedievali, il fenomeno celeste poteva assumere altre forme, ad esempio un cerchio luminoso, un rosone, un fiore, un angelo, un cherubino o lo stesso Bambin Gesù. Solo successivamente si diffuse l'iconografia della stella, a partire dall'iconografia occidentale fino all'arte cristiana bizantina ed ortodossa.

Nella Legenda Aurea di Jacopo da Varazze del 1298 si descrisse la stella di Natale con lunghissimi raggi che roteavano nel cielo. Questa interpretazione influenzò sicuramente la tradizione popolare cristiana e la più recente rappresentazione a forma di "cometa", che risale per la prima volta al pittore Giotto di Bondone, il quale, impressionato dal passaggio della Cometa di Halley il 25 ottobre 1301, la disegnò come una stella cometa dalla lunga coda in un affresco della Cappella degli Scrovegni, a Padova. A partire dal XV secolo, questo particolare ebbe una straordinaria fortuna artistica, tanto da diventare ancor oggi una classica icona cristiana della Natività di Gesù e del presepe. La coda cometaria infatti, rappresenterebbe un simbolo religioso e spirituale che dà una "direzione", in accordo con la lettura popolare del testo evangelico.

## Testo del Vangelo

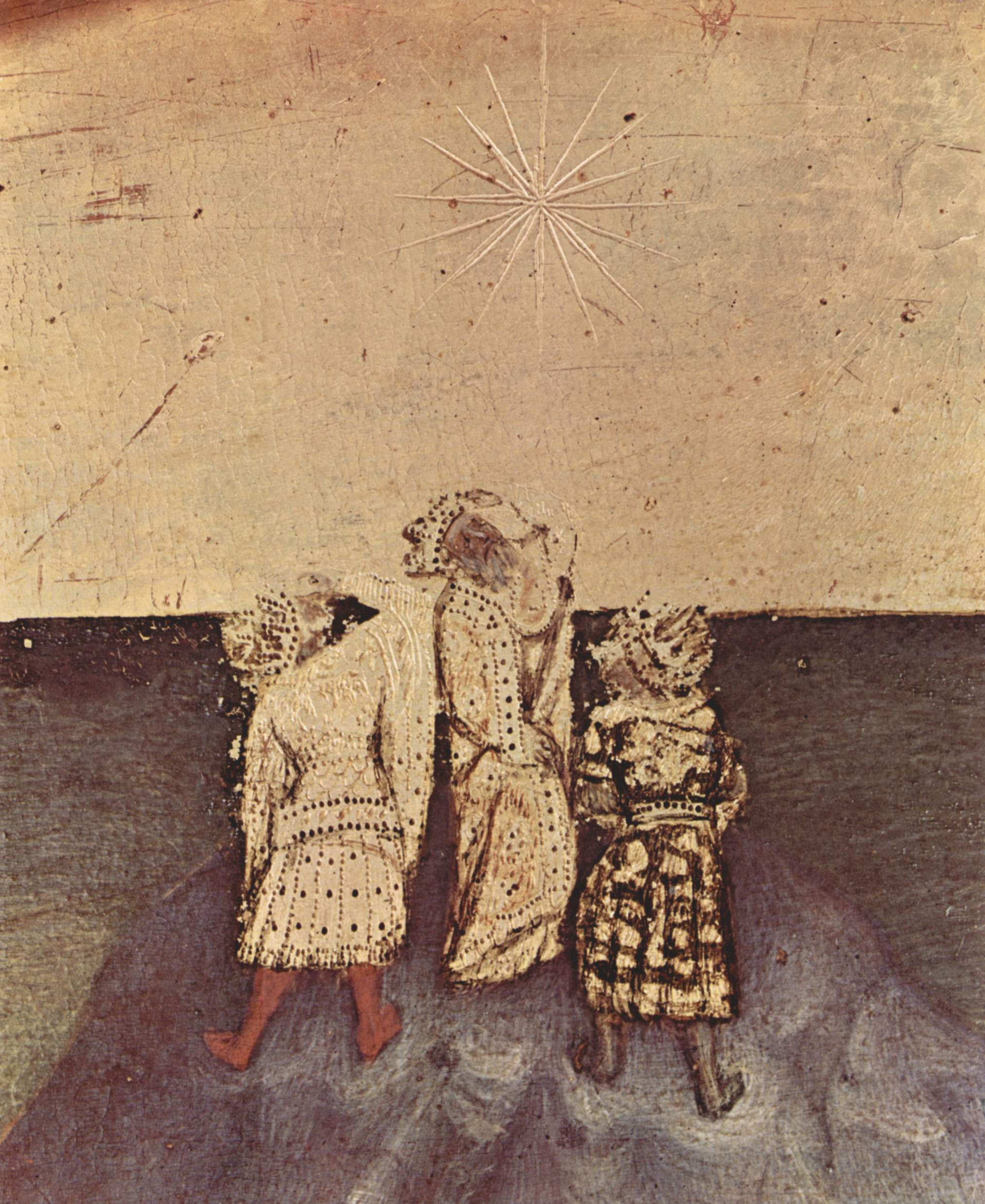
I Magi avvistano la stella, dettaglio dell'Adorazione dei Magi di Gentile da Fabriano (1423)

Ecco il testo di Matteo, in cui si riportano anche alcuni termini del testo originale greco:
Come si può constatare, il racconto biblico non corrisponde esattamente alla comune tradizione popolare cristiana e contiene, invece, utili dettagli che occorre sottolineare:
- i dibattiti riguardanti tempi e luoghi sulla Nascita di Gesù sono tutt'oggi dibattuti. Il fatto che la data fu stabilita all'inizio dell'inverno boreale fu decisa per accomodare le tradizioni cristiane delle date dell'anno liturgico cristiano e per adattarle ai riti pagani legati al solstizio d'inverno ed ai Saturnali romani
- l'evangelista non specifica dopo quanto tempo dopo il parto di Maria i cosiddetti Magi fossero giunti a Betlemme; la tradizione cristiana deciderà successivamente di far trascorrere ipoteticamente dodici giorni tra il Natale di Gesù e quella dell'arrivo dei Magi, ovvero l'Epifania.
- l'evangelista non specifica se all'arrivo dei Magi la Sacra Famiglia si trovasse ancora sul luogo del parto a Betlemme, indicato come οἰκίαν (oikìan, casa) per Matteo, φάτνη (fatni, mangiatoia) per (Luca 2,7[13]) e σπήλαιο (spílaio, grotta) per il Protovangelo apocrifo di Giacomo, quest'ultimo considerato il più importante degli apocrifi legati all'infanzia di Gesù. In questo scritto si cita: "abbiamo visto una stella grandissima che splendeva tra queste stelle e le oscurava, tanto che le stelle non apparivano più"[14]. Tuttavia, questa enfatizzazione sulla luminosità della stella non sarebbe coerente con la teoria in merito ai timori di Erode il Grande sulla nascita di un nuovo Re di Giudea, poiché l'avrebbe notata anche lui. Inoltre, la strage degli innocenti è ritenuta da molti studiosi, anche cristiani, non essere un evento storicamente accaduto.[15] L'uccisione di tutti i bambini sotto i due anni indica che l'evento o la sequenza di eventi significativi potrebbe essere iniziata anche due anni prima, o forse meno se si ipotizza che Erode abbia anticipato la data di possibile nascita di Gesù per maggiore sicurezza.
- l'identità, ed addirittura il numero dei Magi non sono precise; si dice fossero in tre, ed arrivassero comunque da Oriente, verosimilmente dalla Persia, seppur di etnie diverse, e che il titolo onorifico di "Re" derivi dall'appartenenza a una casta sacerdotale di astrologi zoroastriani. In particolare, le parole ἐν τῇ ἀνατολῇ, en tê anatolê, (lett. «al suo sorgere») possono anche essere tradotte «in Oriente»[16], ma anche il verbo "sorgere" può essere interpretato come astro che comincia a vedersi da Oriente verso Occidente subito dopo il tramonto della luce diurna dovuto al moto apparente del Sole, in quanto Betlemme comunque si trova ad Occidente rispetto alla Persia[16].
- Il testo non dice affatto che i Magi siano arrivati a Betlemme seguendo la stella, ma soltanto che la vista della stella li indusse a cercare notizie alla corte di Erode sulla nascita di un re dei Giudei; solo grazie ai Magi Erode fu informato della nascita di Gesù. Ciò potrebbe indicare che l'interpretazione dello (o degli) eventuali eventi astrologici non era ovvia per gli astrologi ellenistici, mentre era più chiara per quelli caldei.
- In alcuni testi coevi sulla Nascita di Gesù l'indicazione ἐστάθη ἐπάνω, estáthe epáno, è utilizzata per comete la cui coda è diretta verso l'alto[Nota 1]. Secondo Mario Codebò, infine, il testo greco è ambiguo e potrebbe essere tradotto in modo completamente diverso da quello solito (inaugurato nella traduzione latina di San Gerolamo). Ad esempio il vangelo di Matteo potrebbe semplicemente dire che l'aurora sorse proprio quando i Magi arrivarono a Betlemme (la stella, quindi, non si fermò ma scomparve per la troppa luce)[Nota 2]

## Storicità
L'apparizione della stella e la concomitante presenza dei Magi descritte da Matteo sono ritenute non storiche da molti studiosi - inclusi esegeti cristiani, come Raymond Brown, John Dominic Crossan, Rudolf Bultmann - i quali sostengono che la narrazione della nascita di Gesù sia stata modellata su tradizioni ispirate all'Antico Testamento e alla nascita di Mosè, a sua volta derivata da precedenti tradizioni di altri popoli. Il teologo Raymond Brown, oltre a sottolineare la derivazione della stella e dei magi dal racconto di Balaam (Nu22-24), ritiene che "davvero nessuno, inclusi gli astronomi, prende il resoconto di Matteo come una storia letterale. Matteo dice che i magi videro la stella (non i pianeti, non una cometa) del Re dei Giudei al suo sorgere (o in Oriente), e che andò prima di loro da Gerusalemme a Betlemme e si fermò dove era il bambino. Nella recente letteratura non ho trovato una spiegazione astronomica che si adatti completamente a ciò"; lo stesso teologo ritiene, comunque, possibile che qualche fenomeno celeste antecedente - come, ad esempio, l'apparizione della cometa di Halley nel 12 a.C. - possa essere rimasto nella memoria collettiva e adattato da Matteo alla natività di Gesù. Raymond Brown nota anche come nel racconto "molte caratteristiche sono sconcertanti. Se Erode e tutta Gerusalemme sapevano della nascita del Messia a Betlemme [i Magi e la stella] (Mt2:3), e infatti Erode massacrò i figli di un'intera città nel corso della ricerca di Gesù (2:16), perché più tardi nel suo ministero nessuno sembra conoscere le meravigliose origini di Gesù (13:54-55), e il figlio di Erode non ricorda nulla di lui (14:1-2)?" e, inoltre, lo studioso osserva che "l'incapacità di Erode di trovare il bambino a Betlemme sarebbe perfettamente comprensibile in una storia in cui non c'erano magi venuti dall'Oriente e dove aveva solo una conoscenza generale delle Scritture su Betlemme a guidarlo. Diventa ridicolo quando la strada verso la casa è stata segnalata da una stella che si è fermata su di essa, e quando il percorso verso la porta della casa in un piccolo villaggio è stato evidenziato dalla presenza di stranieri esotici [i Magi]".
Concordemente, il teologo Rudolf Bultmann rileva l'esistenza di precedenti paralleli, biblici ed extrabiblici, per il racconto dell'adorazione dei Magi e il "motivo della stella che annunciò la nascita dell'eroe, e il motivo della stella che indicò la strada alla nascita di un re". 
In merito alla storicità della narrazione stella-Magi, anche il biblista Mauro Pesce osserva che "tutto lascia pensare che la vicenda dei Magi sia solo un artificio letterario-propagandistico. Matteo scrisse intorno all’anno 80, quando la nuova religione si stava diffondendo fuori dalla Palestina. Probabilmente il suo vangelo volle lanciare un messaggio ai non-Ebrei, dicendo che Gesù si era rivelato anche e soprattutto a loro: infatti per gli Ebrei i magi erano «gentili», cioè pagani; eppure, secondo Matteo, seppero dell’arrivo del Messia prima del clero di Gerusalemme". Concordemente Francesco Sforza Barcellona, docente di Storia del cristianesimo all’Università di Roma-Tor Vergata, sottolinea che "nel racconto evangelico ci sono messaggi in codice anche per gli Ebrei. Evidente è lo sforzo di far quadrare la figura di Gesù con le profezie bibliche. Per esempio nel Salmo 71 (ora 72) si prediceva che al Messia sarebbe stato donato «oro d’Arabia» e che «i re degli Arabi e di Saba» (leggi Yemen) gli avrebbero «offerto tributi». Ed ecco l’adorazione dei Magi, che con il loro oro «legittimano» Gesù in base ai parametri biblici".

## Significato simbolico

### Nella mitologia e astrologia

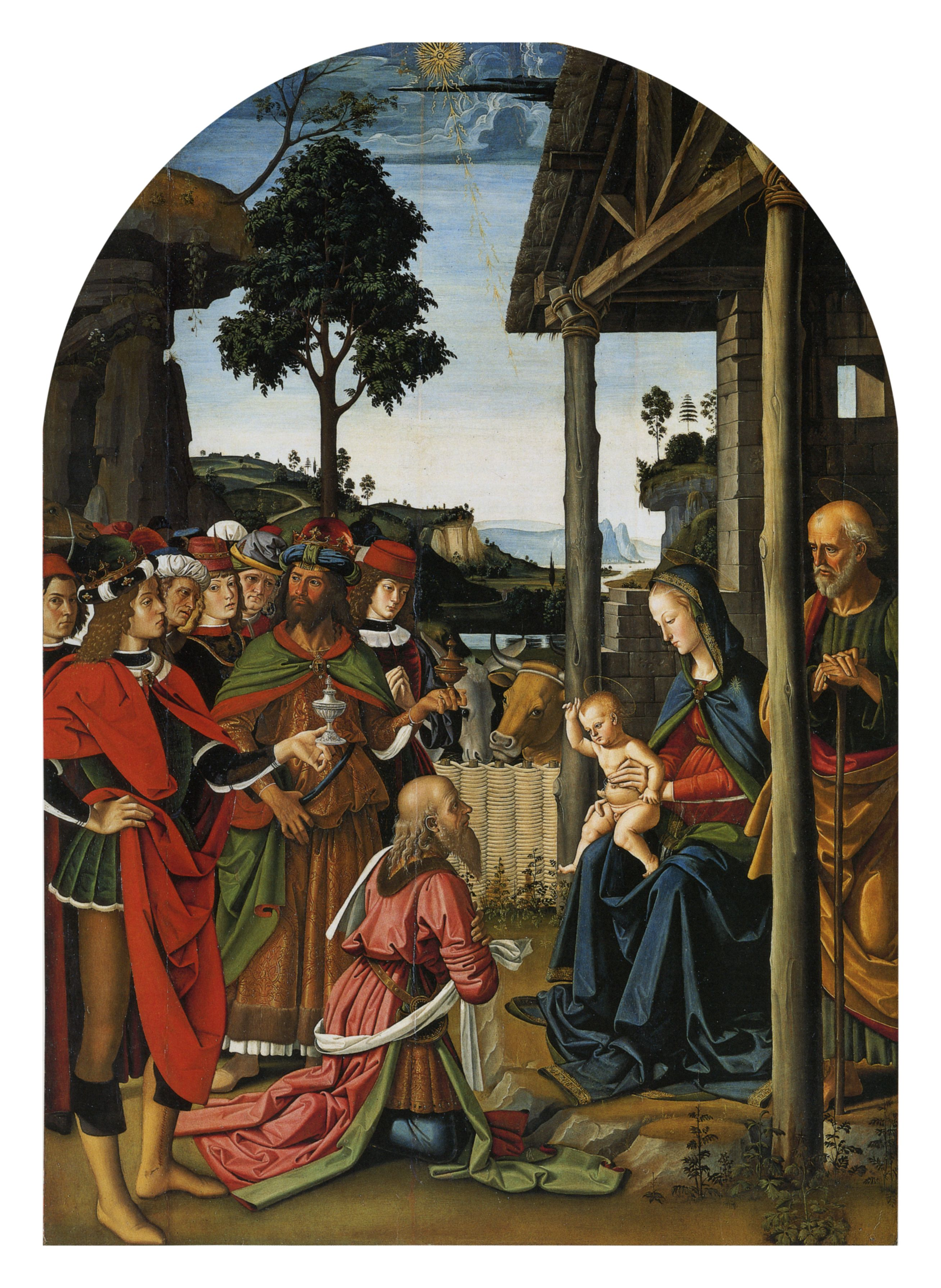
Una cometa "indica" il Cristo nell'Adorazione dei Magi del Perugino

Partendo dal fatto già detto che dagli antichi scritti che costituiscono il Vangelo secondo Matteo 
il termine lingua ebraico esatto tradotto in "stella" potrebbe essere quokhav, stellato in genere, 
piuttosto che identificare una precisa stella, risulta chiaro che le prime antiche interpretazioni antiche culture del Vicino Oriente dei vari segni celesti furono soprattutto di carattere astrologico, astronomico e mitologico.

Se in ebraico Giove è Tzedek,
Saturno è Shabbathai, da cui deriva anche la festività dello Shabbat e del giorno del 
Sabato, per antichi romani era appunto il giorno del dio Saturno.
Questo termine sembrerebbe coerente con l'antico babilonese
Šamaš, attribuito alla giustizia, all'agricoltura ed all'abbondanza, 
tutto questo prima che vi fosse il passaggio dai culti politeistici canaanei al culto monoteistico giudaico, al quale a quest'ultimo altresì l'interpretazione zoroastriana dei Magi giunti, appunto, dalla Persia, seppur da luoghi ed etnie diverse fra loro. Se per i persiani la divinità legata all'abbondanza era Nimurta, Zohal invece era Saturno, mentre Moshtari era Giove, la radice "sha" significava appunto "sovrano", "re".

### Nell'Antico Testamento
Basandosi invece su una interpretazione biblica rispetto a profezie messianiche, il riferimento sicuramente più noto è quello della profezia di Balaam presente nel libro dei Numeri della Tōrāh:
(Nm 24,17)
L'attribuzione tra Giacobbe, padre del popolo ebraico, Israele, terra del popolo ebraico, e lo scettro, simbolo di regalità, lo si ritrova parzialmente simile anche nella profezia di Isaia:7,14, sempre nel Vecchio Testamento, dove lo stesso profeta, datato al VIII secolo a.C. circa, lo contrappone al Re di Babilonia (sempre Isaia, versetto 14), il cui simbolo era invece Lucifero, la Stella del Mattino.

Benché la stella fu spesso erroneamente identificata con il Re giudaico Davide, essa fu già identificata tempo prima come segno dell'arrivo del Messia, ovvero il Salvatore, l'Unto del Signore, il prescelto investito di una particolare missione sacra e divina nel dare vita alla Nuova Alleanza tra il popolo e Dio, ed associata alla località di Betlemme grazie al Libro di Michea al Capitolo 5.
Nel II secolo d.C. poi, Origene ed Ireneo di Lione richiamarono la profezia di Balaam proprio in relazione alla Stella di Betlemme. L'identificazione messianica risultò ancor più chiara nella versione dei LXX (quella normalmente utilizzata dagli evangelisti), in cui lo "scettro", che sorge in Israele, fu tradotto in greco con "uomo".
La profezia di Balaam, come evidenziato oggi da vari studiosi, tra cui il teologo Raymond Brown, prefigura l'apparizione di un astro eccezionale per il trionfo di Israele, e del suo Messia, sui nemici e, inoltre, anche "l'ispirazione diretta per la storia dei magi proviene dal racconto di Balaam" - sempre contenuto nel libro dei Numeri, capitoli dal 22 al 24 - facente riferimento all'indovino Balaam e a Balak, re di Moab, il quale riceverà da Balaam una rivelazione che frustrerà i suoi piani, creando delle similitudini con Erode e i Magi. In accordo con la profezia stessa, il tema della "luce" compare in molte altre profezie tradizionalmente applicate al Messia, fra cui quella a cui questo passo è maggiormente collegata Is 60,1-6. Il carattere fortemente carico di tradizione giudaica di tale profezia potrebbe essere motivo per cui il passaggio dell'astro celeste non compare nel vangelo di Luca, diretto ai "gentili" e agli ebrei ellenizzati.

### Interpretazione deiTestimoni di Geova
Secondo i Testimoni di Geova questa stella era "un maligno stratagemma di Satana, il quale è in grado di produrre fenomeni del genere", per le seguenti motivazioni:
- Magi, in greco màgoi, significa astrologi o stregoni, professioni che secondo la Bibbia sono "detestabili a Geova", "in abominio al Signore" secondo la traduzione CEI. (De 18,10-12[38])
- Nelle scritture, Dio usava i suoi angeli per comunicare con apparizioni dirette o in sogno (Lu 2,8-11[39]). Difatti in questo modo i magi vennero poi avvertiti di non tornare da Erode. (Mt 2,12[40])
- La stella non guidò direttamente gli uomini a Betlemme ma a Gerusalemme, dove il re Erode (nemico del Messia) venne a sapere che stavano cercando Gesù. Questo mise severamente in pericolo la vita del futuro Messia e fece mettere a morte molti fanciulli sotto i due anni.

## Ipotesi astronomiche

Il cielo di Gerusalemme il 12 novembre del 7 a.C.

Gli indizi astronomici utilizzati per spiegare la narrazione del vangelo di Matteo sono di due tipi: eventi astronomici eccezionali di grande effetto visibile, come il passaggio di una cometa o il formarsi di una supernova, oppure congiunzioni planetarie di speciale significato astrologico. Queste ultime spiegherebbero meglio come i Magi abbiano potuto capire di doversi recare proprio a Gerusalemme, dato che l'orientamento di ogni stella o evento astronomico rispetto ai punti cardinali cambia continuamente per effetto della rotazione terrestre; solo la stella polare resta fissa. Un evento astronomico naturale, quindi, non potrebbe indicare la direzione da Babilonia a Gerusalemme e infatti solo per il brevissimo tratto fra Gerusalemme e Betlemme (8 km) Matteo dice che la stella "precedeva" i Magi, indicando che essa si trovava in direzione sud nell'ora di approssimata durata dell'ultimo tratto di viaggio.
I due tipi di evento potrebbero anche essere combinati fra loro, assegnando a una congiunzione planetaria il ruolo "informativo" e a una supernova o a una cometa il ruolo "direzionale". Questa ipotesi fu proposta per la prima volta da Keplero e successivamente adottata da diversi autori, anche recenti. Dato che la morte di Erode è datata perlopiù al 4 a.C., la maggior parte degli studiosi ha esaminato il periodo 8-4 a.C.; alcuni lavori, però, hanno trovato interessanti eventi astronomici anche nel successivo periodo 3-1 a. C., il biennio immediatamente precedente la data tradizionale di nascita di Gesù.
L'ipotesi di un evento celeste eccezionale, fu per molto tempo in accordo con la descrizione fornita dal Protovangelo di Giacomo, uno scritto apocrifo del II secolo d.C., secondo cui la "Stella" era “tanto brillante da far scomparire le altre stelle”. La fonte, tuttavia, non è sufficientemente attendibile da considerare vincolante questo dettaglio. Un evento eccezionale, inoltre, sarebbe stato notato da tutti ed Erode non avrebbe avuto bisogno di chiedere ai Magi la data precisa di inizio dell'evento. L'evento eccezionale, se davvero ebbe luogo, deve essere stato preceduto da altri eventi astronomici, il cui significato era comprensibile solo da astrologi.

### Ipotesi della cometa
L'ipotesi che la stella di Betlemme fosse una cometa, o qualcosa di simile, risale ad Origene, che non si basa su tradizioni precedenti, ma suppone che si sia trattato di una nuova "stella", cioè di un evento eccezionale, probabilmente allo scopo di non deviare dal rifiuto della pratica astrologica, consueto fra i cristiani. Origene citò il perduto trattato "Sulle comete", scritto dal precettore dell'imperatore romano Nerone, Cheremone, secondo il quale era prassi accettata che l'apparizione di comete o nuovi astri segnalasse la nascita di importanti personaggi, ed era quindi plausibile che i Magi si fossero messi in viaggio al suo apparire.

Alcuni studiosi ipotizzarono si trattasse del passaggio della cometa C/1937 N1, detta anche "Cometa Finsler", il cui passaggio fu recentemente attestato intorno al quel periodo; tuttavia si tratta di una cometa minore e scarsamente luminosa.

Fu anche proposto che la stella fosse la nota cometa di Halley che, secondo i calcoli, apparve nei cieli intorno al 12 a.C.. Questa data però, non è compatibile con l'opinione corrente della maggior parte degli storici, che datano la nascita di Gesù tra il 7 e il 4 a.C.. In ogni caso, l'identificazione della "stella" con una "cometa" diventò opinione comune soltanto dal XV secolo d.C., dopo l'opera di Giotto nella Cappella degli Scrovegni di Padova, presumibilmente per averla vista durante il passaggio del 1301.

### Ipotesi della supernova
Non sono note altre manifestazioni di particolari eventi astronomici nel periodo d'interesse, eccetto forse un evento del 5 a.C., che fu descritto da alcuni astronomi cinesi ancora come una "cometa", ma oggi spesso reinterpretato come una supernova. L'identificazione della Stella con questa "cometa" è sostenuta, ad esempio, da Colin Humphreys, che la utilizza per datare la nascita di Cristo attorno alla Pasqua del 5 a.C..

Altri studi occidentali trovarono alcune tracce di esplosioni di supernove:
- nel 1977 un gruppo di ricercatori inglesi (Clark, Parkinson e Stephenson[45]) rivelarono che gli annali astronomici cinesi registrarono nel marzo del 5 a.C. l'apparizione di un oggetto brillante, da loro identificata come "cometa", ma più probabilmente una nova, che rimase visibile per circa 70 giorni tra le costellazioni dell'Aquila e del Capricorno[Nota 6]. Si tratta quasi certamente di un oggetto rilevato anche dagli astronomi coreani, anche se le loro registrazioni contengono imprecisioni, dovute verosimilmente ad errori di trascrizione[46][47]. Se i Magi si misero in viaggio dalla Mesopotamia al suo apparire, poterono raggiungere la Giudea in aprile/maggio: in quel periodo, all'alba era visibile da Gerusalemme in direzione sud, cioè verso Betlemme, in perfetta corrispondenza con il racconto evangelico. L'identificazione della Stella con questo brillamento fu sostenuta, ad esempio, da Colin Humphreys[44], che la utilizzò per datare la nascita di Cristo attorno alla Pasqua del 5 a.C.
- Una recente ipotesi suggerisce che la stella di Betlemme fosse una supernova o una ipernova, le cui tracce sono state scoperte nei pressi della galassia di Andromeda. La datazione di questo evento non è attualmente possibile, ma potrebbe diventarlo col progresso della tecnologia. Frank Tipler, però, osserva che una supernova in Andromeda spiegherebbe in modo letterale un aspetto misterioso del vangelo di Matteo: il fermarsi della stella proprio sopra Betlemme[48]. Il "fermarsi" indicherebbe il raggiungimento dello zenit, istante in cui la stella cessa di fornire una indicazione direzionale.

### Ipotesi delle congiunzioni planetarie

Il cielo di Gerusalemme il 24 dicembre del 7 a.C.

Un'altra ipotesi astronomica è che la stella di Betlemme non fosse una stella, né una cometa né una supernova, ma un brillamento dovuto al pianeta Giove, in congiunzione con altri pianeti. Lo stesso Keplero (De anno natali Christi, 1614), fu il primo che segnalò, secondo i suoi calcoli, che nell'8 a.C. (che corrisponde al -7 del noto software Stellarium, perché quest'ultimo ha anche l'anno 0, che in realtà non esiste, per cui tutte le date a.C. vanno sempre diminuite di 1 ) vi fu una congiunzione di Giove con Saturno nella costellazione dei Pesci, e che l'anno dopo, il 7 a.C., vi fu una congiunzione dei due giganti gassosi anche con Marte, più Venere che tramontava. Il fenomeno attirò l'attenzione anche degli astronomi caldei, che lo avevano previsto sin dall'anno precedente. La tavoletta con la previsione del fenomeno, datata appunto 8 a.C., fu trovata in ben quattro copie in siti diversi (fatto molto raro); ciò segnalò l'interesse degli astrologi antichi per il fenomeno.

Tuttavia, gli eventi astrali del periodo 7-6 a.C. rimasero i più interessanti per la maggioranza degli studiosi, soprattutto la congiunzione tripla Giove-Saturno, cioè avvenuta tre volte in un ristretto periodo di tempo (maggio,settembre e dicembre), verificatasi nella costellazione dei Pesci proprio tra l'anno 7 e il 6 a.C.. Se si vuole interpretare più dettagliatamente la posizione degli astri nelle prime ore delle sere di fine dicembre del 6 a.C., ma anche del 5 a.C., ci sarebbero stati vari importanti astri luminosi celesti posizionati quasi in linea retta verso sud-ovest, tra cui Betelgeuse, Aldebaran, Giove, Saturno, Marte, Urano Venere e Mercurio (questi ultimi però in rapido tramonto).
In ogni caso, la stessa Congiunzione Giove-Saturno, escludendo la precessione degli equinozi, si sarebbe verificata, secondo il noto astronomo Keplero, con un ciclo di circa 800 anni solari.

Genericamente, i due pianeti gassosi, già di per sé molto brillanti nel cielo, si allineano col Sole sempre ogni 19 anni e 314 giorni. Normalmente queste congiunzioni sono brevissime, cioè visibili solo per poche ore all'alba o al tramonto, o addirittura invisibili, quando, ad esempio, il nostro pianeta si trova in opposizione. Tuttavia, partendo dal fatto che il periodo di rivoluzione terrestre è molto più breve di quello degli altri due pianeti, la Terra riesce ad allinearsi qualitativamente con Sole, Giove e Saturno prima che essi si separino significativamente. Ne consegue che l'allineamento geocentrico dei due pianeti ha lo stesso periodo medio del loro allineamento eliocentrico, ma in modo più irregolare (cioè anticipando o posticipando di qualche mese), a causa, appunto, del moto di rivoluzione terrestre. Quando la Terra si trova esattamente allineata, sia con i due pianeti, sia nel giorno in cui essi sono allineati col Sole, si dice che la congiunzione avviene per allineamento di tipo eliocentrico; in questo caso, avvengono altre due congiunzioni, circa cento giorni prima e circa cento giorni dopo quel giorno, e queste causate invece da un solo allineamento di tipo geocentrico (cioè che avviene solo col pianeta Terra). Queste tipo di congiunzioni vengono dette multiple o anche triple, perché avvengono per tre volte in un periodo ristretto di tempo (6-7 mesi). Esse sono un effetto dovuto alla maggior velocità angolare della Terra, che determina un moto retrogrado apparente sia di Giove che di Saturno, nel periodo fra la prima e la terza congiunzione. L'effetto è maggiormente visibile col pianeta più vicino a noi, e cioè Giove; il suo moto retrogrado apparente è più veloce, e lo riporta, in breve tempo, ad intersecare nuovamente la traiettoria di Saturno. Quando poi il moto retrogrado si esaurisce, e il moto apparente è accelerato nella normale direzione, avviene infine l'ultima congiunzione.
In alcuni casi, può verificarsi un effetto simile anche senza attendere 800 anni; se nel giorno dell'allineamento eliocentrico la Terra, pur non essendo perfettamente allineata con Giove e Saturno, si trovasse, comunque, in un settore angolare di circa 30º, si verificherebbero delle congiunzioni multiple, anche se non più equidistanziate nei mesi. La congiunzione centrale del periodo del fenomeno potrebbe sovrapporsi ad una di quelle estreme, per cui una congiunzione tripla si potrebbe ridurre ad una doppia.

Questo ultimo tipo di congiunzioni multiple si verificherebbe, in media, ogni 120 anni. Infatti, l'arco fra -30° e +30° è 1/6 dell'angolo giro di 360°, perciò vi è una congiunzione multipla ogni sei. Il fenomeno, però, è molto irregolare: possono esservi eventi multipli consecutivi, e altri distanziati anche di secoli. Secondo De Cesaris, quelle in cui la Terra è anch'essa molto prossima all'allineamento eliocentrico, si verificano, in media, ogni 500 anni. La frequenza si riduce ulteriormente se si richiedono delle condizioni aggiuntive, come il verificarsi entro una specifica casa dello Zodiaco.
In ogni caso, l'effetto, visto dal suolo terrestre, risulterebbe di due astri molto luminosi e molto vicini, quasi a sembrarne uno solo, per un soddisfacente periodo di tempo di qualche settimana o mese.

Gli astronomi, nel corso dei secoli, determinarono l'esistenza di una di queste congiunzioni triple proprio tra il 6 e il 7 a.C., o anche solo lungo il solo anno 7 a.C. Ad esempio, secondo Keplero, questa congiunzione tripla avrebbe avuto luogo nelle date gregoriane del 29 maggio, 29 settembre e 5 dicembre, appunto dell'anno 7 a.C., ma i calcoli di altri autori spostano queste date di alcuni giorni, o prima o dopo. La congiunzione quasi-eliocentrica del 29 settembre si verificò nei pressi della luna piena, e poco dopo l'equinozio d'autunno.

Giove e Saturno entrarono nella costellazione dei Pesci, in corrispondenza all'equinozio di primavera, visibili a oriente subito dopo il tramonto, e vi rimasero per circa un anno, avvicinandosi tra loro per ben tre volte. Prima di uscirne furono raggiunti anche da Marte. Perciò nel febbraio del 6 a.C. vi furono simultaneamente le congiunzioni di Giove con la Luna e di Marte con Saturno, entrambe nella costellazione Pesci. Poco dopo Giove entrò nella costellazione dell'Ariete, dove secondo l'astronomo Michael Molnar ebbe due congiunzioni con la Luna, così prossime da essere occultato (evento calcolabile con i computer odierni, ma non prevedibile nell'antichità). Secondo Molnar furono particolarmente significativi l'occultamento del 17 aprile e la stazionarietà di Giove il 19 dicembre del 6 a.C.
Negli anni 7-6 a.C. vi fu comunque una sequenza di eventi astrali della durata circa diciotto mesi, variamente interpretata dagli studiosi utilizzando testi astrologici ebraici, ellenistici e babilonesi. La sequenza fu sempre incentrata sul pianeta Giove, il più luminoso dopo Venere e quello che nella mitologia antica era il Dio creatore degli uomini (Marduk per i Babilonesi, Zeus per i Greci).
Ma come mai una di queste congiunzioni planetarie potrebbe aver spinto i Magi alla corte di Erode? Occorre evidentemente che l'evento fosse considerato eccezionale, e che avesse un particolare significato astrologico. Già nell'VIII secolo d.C. l'astrologo persiano Masha'allah ibn Athari, utilizzando dati e teorie astrologiche di origine iranica e babilonese, sostenne che ogni importante cambiamento religioso o politico, fra cui le nascite di Cristo e di Maometto, era collegato alla congiunzione fra Giove e Saturno. Un'interpretazione più dettagliata, basata su notizie fornite da Isaac Abrabanel, uno scrittore medievale ebreo, è pubblicata da Rosenberg. Il pianeta Saturno sarebbe il Padre divino, Giove il figlio e la costellazione dei Pesci sarebbe collegata con il popolo di Israele. Anche secondo l'assiriologo Simo Parpola l'evento del 7 a.C. sarebbe risultato di grande importanza per gli astrologhi caldei e avrebbe annunciato "la fine del vecchio ordine del mondo e la nascita di un nuovo re mandato da Dio". Infine Ettore Bianchi, Mario Codebò e Giuseppe Veneziano hanno sottolineato che proprio all'epoca della nascita di Cristo vi fu il trapasso dall'Era dell'Ariete all'Era dei Pesci, per cui durante gli equinozi il Sole sarebbe entrato nelle costellazioni dei Pesci e della Vergine e sarebbe dovuta ritornare l'Età dell'oro. Qualunque evento astrale nella costellazione dei Pesci avrebbe avuto una risonanza fortissima fra gli astrologi di qualsiasi cultura, come testimonia anche l'ecloga IV di Virgilio, in cui si canta l'avvento dei Saturnia Regna. Secondo l'astrologia iranica e indiana l'età dell'oro torna ogni dodicimila anni.

### Alcuni esempi illustrativi
I dati astronomici sopra illustrati sono numerosi, e le incertezze sulla datazione della nascita di Gesù così ampie, che non c'è difficoltà a trovare molteplici possibilità d'accordo. Le possibilità sono accresciute anche dalla molteplicità degli eventi biblici: il primo segnale astrologico potrebbe corrispondere non alla nascita, ma al concepimento di Gesù, o addirittura a quello dell'annuncio a San Zaccaria, che diede l'avvio alla sequenza di eventi. La significatività di ogni coincidenza è quindi limitata.

A titolo illustrativo, si possono riassumere alcune possibilità:
- David Hughes e più recentemente Simo Parpola collocano tutti gli eventi nell'autunno del 7 a.C.; la nascita di Gesù sarebbe avvenuta in corrispondenza alla congiunzione equinoziale (6 ottobre), mentre l'arrivo dei Magi sarebbe da collocarsi in corrispondenza all'ultima congiunzione nei primi giorni di dicembre. Il pregio di questa proposta è che essi avrebbero osservato a Gerusalemme proprio un nuovo verificarsi dell'evento che avevano osservato in patria in accordo con Mt 2,10. Dato che la prima congiunzione si era verificata solo sei mesi prima, resta incerto il motivo per cui Erode avrebbe fatto uccidere tutti i bambini di Betlemme con meno di due anni;
- Michael Molnar enfatizza solo gli eventi del 6 a.C. e il ruolo di Giove, collocando la visita dei Magi nel dicembre di quell'anno;
- Per diversi autori, fra cui più recentemente Colin Humphreys, gli eventi del 7 e del 6 a.C. avrebbero avuto solo un ruolo di "allerta astrologica", mentre la nascita di Cristo avrebbe avuto luogo solo in coincidenza con (o poco dopo) la cometa/supernova del marzo 5 a.C. Dato che la "cometa" fu osservata dagli astronomi cinesi per 70 giorni, i Magi ebbero tutto il tempo per osservare la sua prima comparsa, decidere di mettersi in viaggio ed arrivare a Gerusalemme entro i due mesi successivi. Questa soluzione spiega il comportamento di Erode, al prezzo di introdurre due eventi, mentre il vangelo parlerebbe solo del secondo[Nota 10].
- Proviamo, infine, a collocare la Natività il 25 dicembre del 6 a. C., una data il cui anno raccoglie grande consenso fra gli storici e il cui giorno accontenta anche i credenti tradizionalisti. Alcuni dei dati astronomici sopra discussi si collocano nella narrazione biblica come segue:
  - settembre-ottobre 7 a.C.: Annuncio dell'angelo a San Zaccaria e concepimento del Battista; avvio della catena di eventi che conduce alla nascita di Gesù (circa 180 giorni prima del concepimento di Gesù secondo Luca);
    - congiunzione di Giove e Saturno nella costellazione dei Pesci (la congiunzione astrologicamente più importante perché anche il sole era allineato con la terra e i pianeti, pur trovandosi nella costellazione della Vergine).

  - marzo-aprile del 6 a.C.: Annunciazione a Maria e concepimento di Gesù (circa 266 prima del Natale);
    - Nel febbraio Marte raggiunge Giove e Saturno nella Costellazione dei Pesci, congiunzioni di Marte con Saturno e di Giove con la Luna e successivo occultamento di Giove da parte della Luna nella costellazione dell'Ariete (17 aprile).

  - 2 febbraio del 5 a.C.: Presentazione al Tempio, durante la quale Simeone il Vecchio pronuncia il Nunc dimittis (40 dopo Natale per obbedire la legge mosaica), seguita in data imprecisata dalla visita dei Magi;
    - L'esplosione di una supernova (o la comparsa di una cometa) in marzo annuncia ai Magi la realizzazione della profezia significata dalla misteriosa triplice congiunzione di due anni prima, spingendoli a partire per Gerusalemme; la profezia di Michea e la luce della stella li guidano a Betlemme. Erode uccide tutti i nati dall'avvio della triplice congiunzione (maggio 7 a.C.).

### Altre ipotesi di congiunzioni planetarie
Altre sette congiunzioni, molto significative dal punto di vista astrologico, ebbero luogo negli anni 3-2 a.C (cioè nei due anni antecedenti la presunta data di nascita di Gesù secondo la tradizione cristiana connessa con la storia). Tre di esse implicarono sempre Giove, con la stella Regolo della costellazione del Leone, anch'essa un simbolo regale. Altre, verificatesi sempre nei pressi di Regolo, implicarono Venere e altri pianeti, fra cui Marte e Mercurio.
Particolarmente interessante è la congiunzione di Giove con Venere verificatasi il 17 giugno del 2 a.C. Essa si verificò nella costellazione del Leone (simbolo della tribù di Giuda seconda la Genesi Gen 49,9) e precisamente nei pressi di Regolo (nome che significa "piccolo re"). Se essa viene interpretata come un'indicazione celeste del concepimento di Gesù, la sua nascita cadrebbe circa alla Pasqua del successivo anno 1 a.C. (6 aprile). Una nascita in occasione di questa festa, quando tutti i giudei dovevano recarsi a Gerusalemme, spiegherebbe come mai non si trovò posto per Giuseppe e Maria a Betlemme (Luca 2,7) e si accorderebbe con il pernottamento all'addiaccio dei pastori meglio di una nascita in dicembre.

### Riferimenti
1. ↑   Mt 2,1-12.16, su La Parola - La Sacra Bibbia in italiano in Internet.
2. ↑  http://www.instoria.it/home/stella_betlemme.htm
3. ↑  Bibbia di Gerusalemme, EDB, Bologna 2004, p.2087, nota 2.1
4. 1 2  Si veda in proposito Joseph Ratzinger, "L'infanzia di Gesù", Rizzoli 2012, p.115s
5. ↑  De Plantatione. Lo stesso concetto in: De Somniis 1.135 e De Opificio Mundi 73.
6. ↑   Es 14,19, su La Parola - La Sacra Bibbia in italiano in Internet.
7. ↑   Es 23,20, su La Parola - La Sacra Bibbia in italiano in Internet.
8. ↑   Es 32,34, su La Parola - La Sacra Bibbia in italiano in Internet.
9. ↑   Es 33,2, su La Parola - La Sacra Bibbia in italiano in Internet.
10. ↑  Bibbia di Gerusalemme, EDB, Bologna 2004, p. 2087, nota 2.1 e per una trattazione ampia: Dale C. Allison, Jr., What Was the Star that Guided the Magi?
11. ↑  https://pinacotecabrera.org/educazione/prepara-la-tua-visita/sotto-una-buona-stella/
12. ↑  https://catalogo.beniculturali.it/detail/HistoricOrArtisticProperty/1200094340-5
13. ↑   Luca 2,7, su La Parola - La Sacra Bibbia in italiano in Internet.
14. ↑  Protovangelo di Giacomo - il testo apocrifo sull'infanzia di Gesu' e la vita di Maria con i genitori Anna e Gioacchino.
15. ↑  Cfr: Raymond E. Brown, The Birth of the Messiah, Doubleday, 1993, pp. 29, 31-32, 36, 48-49, 107-119, 138, 154, 175, 179, 191-196, 205-217, 226-228, 298, 543, 559-560, 586, 598-600, 615-616, ISBN 0-385-47202-1; John Dominic Crossan, Gesù una biografia rivoluzionaria, Ponte alle Grazie, 1994, pp. 40-46, 50-51, ISBN 88-7928-270-0; Rudolf Bultmann, Storia dei vangeli sinottici, EDB, 2016, p. 293, ISBN 978-88-10-55850-8; Bart Ehrman, Il Nuovo Testamento, Carocci Editore, 2015, pp. 154-155,I SBN 978-88-430-7821-9; Bibbia di Gerusalemme, EDB, 2011, p. 2439, ISBN 978-88-10-82031-5; Bart D. Ehrman, Jesus, Interrupted - Revealing the Hidden Contradictions in the Bible, Harper Collins Publishers, 2009, pp. 29-35, ISBN 978-0-06-186327-1; Rudolf Bultmann, Storia dei vangeli sinottici, EDB, 2016, p. 293, ISBN 978-88-10-55850-8.
16. 1 2  Betlemme, Stella di | DISF.org
17. ↑  Raymond E. Brown, The Birth of the Messiah, Doubleday, 1993, pp. 29, 36, 48, 107-119, 138, 154, 175, 193-196, 206-217, 227-228, 298, 543, 559-560, 586, 598-600, ISBN 0-385-47202-1.
18. ↑  John Dominic Crossan, Gesù una biografia rivoluzionaria, Ponte alle Grazie, 1994, pp. 40-46, 50-51, ISBN 88-7928-270-0.
19. ↑  Rudolf Bultmann, Storia dei vangeli sinottici, EDB, 2016, pp. 291-301, 443-448, ISBN 978-88-10-55850-8.
20. ↑   Nu22-24, su La Parola - La Sacra Bibbia in italiano in Internet.
21. ↑  Raymond E. Brown, The Birth of the Messiah, Doubleday, 1993, pp. 188, 608-612, 193-196, ISBN 0-385-47202-1.
22. ↑  Raymond E. Brown, The Birth of the Messiah, Doubleday, 1993, pp. 31-32, ISBN 0-385-47202-1.
23. ↑  Raymond E. Brown, The Birth of the Messiah, Doubleday, 1993, pp. 179, 191, ISBN 0-385-47202-1.
24. ↑  Rudolf Bultmann, Storia dei vangeli sinottici, EDB, 2016, pp. 291-293, 444, ISBN 978-88-10-55850-8.
25. 1 2  Focus.it del 4 gennaio 2019 - I re magi sono realmente esistiti? URL consultato il 27 marzo 2019, Archivio
26. ↑  La stella di Betlemme è la stessa della stella di David?
27. ↑  Giove-Zeus
28. ↑  Saturno, il pianeta degli Ebrei - La Nuova Bussola Quotidiana
29. ↑  Thiele, p. 217.
30. ↑  La stella e lo scettro
31. ↑  cfr. rispettivamente Contra Celsum, I, 58-59 e Adversus haereses, III, 9,2
32. ↑  Patrizio Rota Scalabrini, Matteo e il vangelo dell'infanzia di Gesù. L'origine del Figlio di Dio, in Vangeli canonici e vangeli segreti: origine e compimento della storia di Gesù. Il Messianismo, Bergamo 2007, p.42
33. ↑   Nu22-24, su laparola.net.
34. ↑  Raymond E. Brown, The Birth of the Messiah, Doubleday, 1993, pp. 188, 608-609, 193-196, ISBN 0-385-47202-1.
35. ↑   Is 60,1-6, su La Parola - La Sacra Bibbia in italiano in Internet.
36. ↑   g 12/10 pp. 5-8 La verità sul Natale, su wol.jw.org.
37. ↑   g 12/09 p. 11 Che tipo di stella guidò i “Re Magi” da Gesù?, su wol.jw.org.
38. ↑   De 18,10-12, su La Parola - La Sacra Bibbia in italiano in Internet.
39. ↑   Lu 2,8-11, su La Parola - La Sacra Bibbia in italiano in Internet.
40. ↑   Mt 2,12, su La Parola - La Sacra Bibbia in italiano in Internet.
41. 1 2  Cfr. la voce Stella di Betlemme, in Dizionario Interdisciplinare di Scienza e Fede
42. ↑  Contra Celsum, I, 58-59 citato nel Stella di Betlemme, in Dizionario Interdisciplinare di Scienza e Fede
43. 1 2  Il Vescovado - Il mistero della stella di Betlemme e la recente congiunzione tra Giove e Saturno
44. 1 2  Humphreys, 1995.
45. ↑  Clark, Parkinson, Stephenson, 1977.
46. ↑  Humphreys, 1991; Humphreys, 1995.
47. ↑   Kidger Mark, Chinese and Babylonian Observations, su astrosurf.com. URL consultato il 5 giugno 2008.
48. ↑  Tipler 2005.
49. ↑  https://www.avvenire.it/agora/pagine/lunione-di-giove-e-saturno-illumin-anche-i-magi
50. ↑  De Cesaris 2001.
51. ↑  Molnar 1999.
52. ↑  E.S. Kennedy and D. Pingree, The Astrological History of Masha'allah, Harvard University Press, Cambridge, Mass. 1971.
53. ↑  Isaac Abrabanel, Le fonti della salvezza, 1497; cfr. Rosenberg, 1972.
54. ↑  Bianchi, Codebò, Veneziano, 2007
55. ↑  Newman, 2001.
56. ↑   Gen 49,9, su La Parola - La Sacra Bibbia in italiano in Internet.